# David Lowe (acteur)
Pour les articles homonymes, voir Lowe et David Lowe.
David Lowe est un scientifique, acteur, chroniqueur, animateur et musicien britannique, né le 17 avril 1955 à Warrington en Angleterre.
Titulaire d'un doctorat en physique nucléaire de l'université d'Oxford, il décide finalement de se tourner vers le divertissement. Il est à tour de rôle acteur, réalisateur et compositeur aussi bien au cinéma, qu'à la télévision ou dans la publicité. Il se fait notamment connaitre du public français en devenant chroniqueur dans différentes émissions radios et télévisées. De 2011 à 2016, il est coanimateur de l'émission de découverte scientifique On n'est pas que des cobayes ! sur France 5.

## Biographie
Né en Angleterre, David Lowe se dirige vers une carrière scientifique. Il obtient un doctorat en physique nucléaire et moléculaire à la prestigieuse université d'Oxford. Il travaille ensuite comme chercheur pour l'Institute of Cancer Research (ICR), à The Royal Marsden NHS Foundation Trust (en) de Londres. Il invente un dosimètre, utilisé aujourd'hui en radio-oncologie.
Il finit par décider de changer de carrière et se tourne vers le divertissement. En 1991, il apparait pour la première fois au cinéma dans Mississippi One de Sarah Moon, film pour lequel il compose la musique originale. On le voit alors jouer des seconds rôles dans des films tels que L'Homme au masque de fer de Randall Wallace en 1998 ou Minuit à Paris de Woody Allen en 2011. Il est également présent à la télévision dans des téléfilms ou des séries télévisées le temps d'un épisode comme dans Highlander en 1993 ou Nestor Burma en 1998. Il obtient un rôle d'ambassadeur français dans quelques épisodes de The Borgias en 2011 et 2012, et incarne un scientifique dans Section de recherches en 2014. Il joue Mr Orloff, professeur dépressif, lunaire dans 7 nains et moi (7 Dwarfs and me) série hybride (2015).
En 1998, il fait ses premiers pas en France en étant jusqu'en 2000 le chroniqueur britannique de l'émission Union libre, présentée par Christine Bravo sur France 2. Il fait également partie du remake de 2005, Encore plus libre, présenté par Nagui. À partir de 2009, il devient chroniqueur pour l'émission de Stéphane Bern Le Fou du roi sur France Inter, jusqu'à l'arrêt de celle-ci en 2011. Il revient à la télévision en 2011 pour coanimer avec Agathe Lecaron et Vincent Chatelain (puis Laurent Maistret) l'émission de découverte scientifique On n'est pas que des cobayes ! sur France 5,.
En plus d'être acteur et chroniqueur, David Lowe est coréalisateur avec sa femme Charlotte Lowe des films Un beau matin en 2005 et Peer Gynt en 2012 et metteur en scène d'opéra (Noyes Fluide au Théâtre des Champs Elysées, Paris).
Il est également compositeur de musiques de publicité, notamment pour les entreprises The Coca-Cola Company, Singapore Airlines, Air France, Citroën ou L'Oréal. Il a aussi créé certaines musiques de films et téléfilms notamment avec Sarah Moon.
David Lowe est le coauteur des Monstres de Canal Plus, une campagne de publicité.

## Animateur et chroniqueur
- 1998-2000 : Union libre sur France 2
- 2005 : Encore plus libre sur France 2
- 2009-2011 : Le Fou du roi sur France Inter
- 2011-2016 : On n'est pas que des cobayes ! sur France 5
- 2017 : Défis Cobayes sur France 4

## Filmographie

### Cinéma
- 1991 : Mississippi One de Sarah Moon
- 1994 : Jeanne la Pucelle de Jacques Rivette : Un jeune Lord
- 1998 : L'Homme au masque de fer de Randall Wallace : Conseiller du roi
- 1998 : Charité biz'ness de Thierry Barthes et Pierre Jamin
- 2005 : Un beau matin de Charlotte Lowe et David Lowe
- 2009 : Eden à l'ouest de Costa-Gavras : Fred
- 2011 : Minuit à Paris de Woody Allen : T. S. Eliot
- 2012 : Peer Gynt de Charlotte Lowe et David Lowe
- 2016 : Demain tout commence d'Hugo Gélin
- 2018 : Intrigo : Mort d'un auteur (Intrigo: Death of an Author) de Daniel Alfredson : Edgar Looft

### Télévision

#### Téléfilms
- 1994 : Le Paradis Absolu de Patrick Volson : Photographe
- 1997 : Les Arnaqueuses de Thierry Binisti : Eliott
- 2002 : Patron sur mesure de Stéphane Clavier : Boris
- 2003 : Circuss de Sarah Moon : Clown / musicien
- 2004 : Les Copains d'abord de Joël Santoni : Peter Spiers
- 2006 : Bataille natale d'Anne Deluz : Alistair
- 2007 : Valentine et Cie de Patrice Martineau : Stevens
- 2008 : Paris 1919 : Un traité pour la paix, documentaire de Paul Cowan : Harold Nicolson
- 2011 : I love Périgord de Charles Nemes : Peter Stewart
- 2012 : Rapace de Claire Devers : Chancelier de l'Échiquier

#### Séries télévisées
- 1993 : Petite Fleur : Mime (1 épisode)
- 1993 : Highlander : Clown (épisode 1.18 : Double Jeu)
- 1995 : Sandra, princesse rebelle (mini-série) : William Beattle
- 1998 : Nestor Burma : Journaliste (épisode 5.05 : Poupée russe)
- 2000 : Sydney Fox, l'aventurière : Père Gaston (épisode 1.22 : Souvenirs de Montmartre)
- 2010 : La Commanderie : Lord Dorset (épisode 2 : L'Or des Templiers)
- 2010 : Ce jour-là, tout a changé : Lord Halifax (épisode 4 : L'Appel du 18 juin)
- 2011-2012 : The Borgias : Ambassadeur français (3 épisodes)
- 2014 : Section de recherches : Tom Clark (épisode 9.11 : La Nuit Des Étoiles)
- 2015 : 7 & Me/7 et Moi (série télévisée) : Mr Orloff (5 épisodes)

### Publicité
- 1989 : BNP.
- 1991 : Woolmark de Étienne Chatiliez.
- 1992 : Yves Saint Laurent de Jean-Baptiste Mondino.
- 1995 : Euromaster.
- 1996 : Passat : La limande de Jean-Yves Lafesse.
- 1997 : Rover série 200 de José Pinheiro.
- 1999 : Chewing-gum Malabar : Le Prince de Quad Production.